# Королівства Мосі

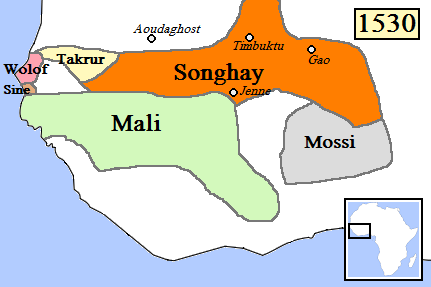
Територія королівств Мосі до 1530.

Королівства Мосі (іноді помилково звані «Імперією Мосі») — три сильних держави, що існували на території сучасної Буркіна-Фасо. Всі вони мали подібні звичаї і форму державного устрою, однак управлялися незалежно одна від одної. Королівства брали участь у локальних конфліктах між собою або об'єднувалися перед обличчям мусульманської агресії з півночі (з території Малі).

## Історія, географія та пристрій
Мосі мігрували в Буркіна-Фасо з північної Гани під кінець XI століття. Вони покинули історичну батьківщину, відому як Йонйонзе, і сформували різнобічно розвинені держави з сильними арміями, які робили ставку на кавалерію. Мосі успішно відбивали напади мусульманських народів мандінка і сонгаї, періодично захоплюючи частину території Малі. Вони дотримувалися, і, в більшості своїй, дотримуються донині, традиційних вірувань.

### Тенкодого

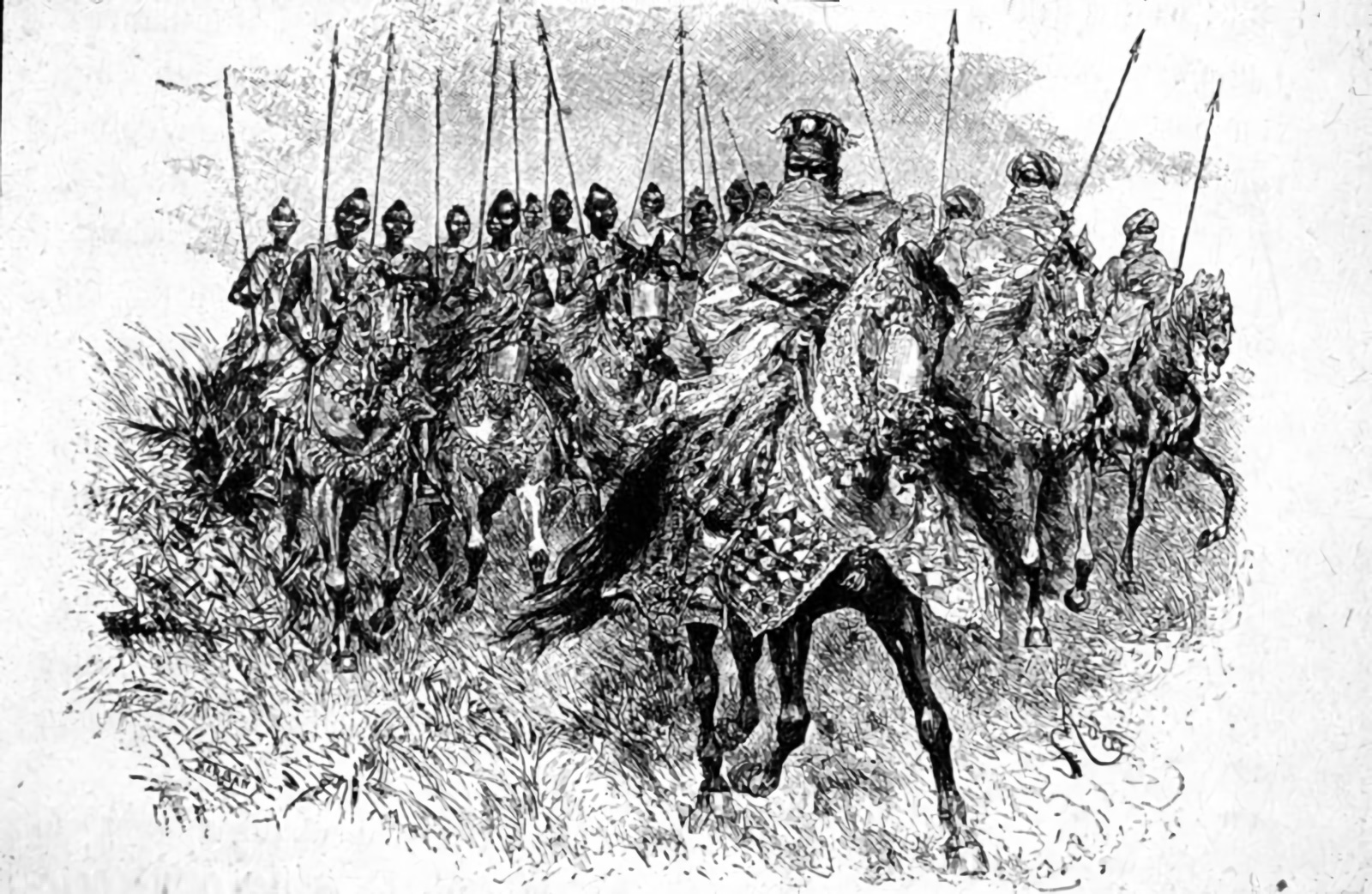
Кавалерія Мосі спеціалізувалася як в рейдах на територію Малі, так і в захисті власних земель

Першим королівством Мосі було Тенкодого, відоме як Стара батьківщина Тенкодого. Воно було утворене в 1120 році на території сучасного Тенкодого в Буркіна-Фасо. Його першого правителя звали Нааба, столиця називалася Тенкодого (від цього топоніма і пішла назва держави).

### Ятенга
Другим королівством Мосі була Ятенга, заснована в 1333 році в часи протистояння агресії імперії Малі з півночі. Його правителя звали Ятенга Нааба, столицею було місто Вахігуя (заснована Ятенга Нааба, назва в перекладі означає «Прийди і віддай почесті королю»), нинішній місто Уахігуя.

### Вогодого
Третє і останнє велике королівство Мосі називалося Вогодого (Вагадугу), засноване Нааба Уедраого, сином принцеси Йененги. Вогодого почало домінувати на території сучасної Буркіна Фасо в 1441 році. Його володар Моого Нааба здійснював управління з існуючого понині міста Уагадугу.

## Падіння
Королівства Мосі існували аж до кінця XIX століття, коли вони були підкорені французами. Тенкодого, найдавніше королівство, було захоплене першим в 1894 році. Ятенга щоб не повторити долю Тенкодого, підписало з Францією договір про протекторат в травні 1895 року. Вагадугу був захоплений у вересні того ж року, над ним був встановлений французький протекторат. Вобґо, останній незалежний Мого Наба народу Мосі і правитель Уагадугу був формально позбавлений влади в 1897 році і відправлений на заслання в Зонгоірі (Золотий Берег), де і помер в 1904 році.